# أندرو ليفينغستون
أندرو ليفينغستون (بالإنجليزية: Andrew Livingston) هو سباح أمريكي، ولد في 12 نوفمبر 1978 في فارمنغتون في الولايات المتحدة.

## روابط خارجية
- أندرو ليفينغستون على موقع الاتحاد الدولي للسباحة (الإنجليزية)
- أندرو ليفينغستون على موقع أوليمبيديا (الإنجليزية)